# 平田桃子
平田 桃子（ひらた ももこ、1985年4月23日 - ）は、バーミンガム・ロイヤル・バレエ団でプリンシパルを務める日本のバレリーナ。
群馬県太田市生まれ。5歳から山本禮子バレエ研究所でバレエを学ぶ。 2001年、ローザンヌ国際バレエコンクールでエスポワール賞を受賞。このローザンヌを目指す中で、将来のプロバレリーナを目指す思いがわく。 ローザンヌで奨学金を得て、16歳でイギリスのロイヤル・バレエ学校に留学し、2003年に首席で卒業後、バーミンガム・ロイヤル・バレエ団に入団。 太田市立城西中学校、常盤高等学校バレエ専攻科卒業。2005年にファーストアーティスト、2008年にソリスト、2010年にファーストソリストに昇格。 2011年、スペインのコレーラバレエ団へ移籍。ニーナ・アナニアシヴィリ30周年記念公演に、アンヘル・コレーラのパートナーとして出演。 2012年、バーミンガム・ロイヤル・バレエ団に移籍後、プリンシパルに昇格。 バーミンガム・ロイヤル・バレエ団の日本公演にて、2015年に『シンデレラ』、2018年に『白鳥の湖』の主役を務めた。 2021年、英国舞台批評家賞 outstanding female classical performance ノミネート。 

## 人物
- 日本でのバレエ：日本では、安定のある固定給料制のバレエ団がほとんどなく、職業としてバレリーナが続けられる環境ではないと、10代から認識して海外のバレエ団に行くことを考えていた。英国バーミンガム・ロイヤル・バレエ団では年間150公演で日本では公演数が少なく社会のバレエへの認識が違い過ぎるので改善してほしいが、今のところは日本ではできない[8]。
- 第2の人生：将来について周囲の同僚ダンサーが辞めていくので自分の年齢から考えるが、バレエの関連の仕事をするか、まるで違う道に進むか検討中である。日本と違い英国は誰もがバレエスタジオを始められる所ではなく、資格を取り既存のバレエスクールに所属して教える環境である。辞めていく同僚も医師や弁護士になるなど前から準備していて、バレエ界に残る人は少なく、自分と比べて焦りはある[9]。